# Flagge von Curaçao

Flagge des Gouverneurs

Die Flagge von Curaçao wurde am 2. Juli 1984 eingeführt.

## Beschreibung und Bedeutung
Die Flagge hat einen blauen Hintergrund mit einem gelben Streifen nahe dem unteren Rand. Das Verhältnis der Breite der horizontalen Streifen beträgt 5:1:2. In der oberen linken Ecke finden sich zwei weiße, fünfzackige Sterne. Das Blau (Pantone 280) symbolisiert das Meer und den Himmel, getrennt durch die gelbe (Pantone 102) Sonne. Die zwei Sterne repräsentieren Curaçao und die Nachbarinsel Klein Curaçao, die fünf Zacken stehen für die Kontinente, aus denen Curaçaos Bewohner stammen.
Die Flagge erinnert stark an die Flagge Naurus, welche ebenfalls ein gelbes Band mit Stern auf blauem Grund besitzt.